# ホンダ・エリシオン
エリシオン（ELYSION、艾力紳）は、本田技研工業が2004年から2013年まで日本で販売していた最上級ミニバンの車種。ステップワゴンの上位車種にあたる。現在は中国専売車種。

## 概要
ラグレイトの実質的な後継車として、大海原を疾走するクルーザーをモチーフにデザインされた。オデッセイより全長・車幅は一回りほど大きいが、ラグレイトよりは大幅にサイズダウンされ、車高は1,800mm以下に抑えられている。新開発の低床プラットフォーム（オデッセイのものとは別）により大柄なボディながら安定的な走行性能を実現した。
エンジンはK24A型（直列4気筒・2.4L）とJ30A型（V型6気筒・3.0L）の2種。J30A型はインスパイアと同じ気筒休止機構（VCM）を備えるほか、ハイオク仕様（最高出力は同じ）とした。気筒休止時（後ろ側3気筒を休止）に生じる振動は液封エンジンマウントのアクティブ制御・消音スピーカーなど、ボディ側の工夫により対処されている。その後追加された「プレステージ」にはレジェンド（前期型）と同じJ35A型（V型6気筒・3.5L）が搭載され、最高出力はFF仕様で300PSを達成（4WDは279PS）し、日本国内製ミニバンの最高値となった。
時速15km/hで自動的にドアロックが施錠され、シフトレバーを「P」にするとドアロックが解錠される安全装置が標準装備されている。また、シフトレバーはインパネにあり、全車5速ATではあるが、オデッセイのようにSマチックは装備されない。また、スマートキー装備車は、施錠の時はハザードランプが1回、解錠の時は2回点滅する。
初代は2004年5月から日本国内を中心に販売されたが、低い全高や5m近い大柄なボディサイズなどを理由に販売面では苦戦したため2013年10月に日本国内での販売が終了したが、それ以降も中国では東風本田汽車によって2015年まで製造・販売が続けられ、2016年には、広汽本田汽車で生産されるオデッセイの兄弟車として2世代目に移行し、生産・販売が続けられている。

## 初代 RR1/2/3/4/5/6型 (2004年 - 2015年)
- 2003年（平成15年）
  - 10月 - 東京モーターショーにコンセプトモデルの「ASM/グランドワゴン」として出展。
- 2004年5月13日 - 発売。
- 2005年
  - 1月13日 - 特別仕様車「Gプレミアム」「VGプレミアム」を追加。
  - 9月29日 - マイナーチェンジ。「AEROバージョン」の追加、「VZ」を除く全タイプへ新デザインのフロントグリルが採用される。
- 2006年
  - 1月13日 - 特別仕様車「G AERO HDD NAVIエディション」「VG HDD NAVI AEROエディション」を追加。
  - 12月21日 - マイナーチェンジ。エクステリア・インテリアが一部変更・簡素化され、各所に新デザインが用いられる。また、上位モデルとして専用デザイン（ヘッドライト・フロントグリル・リアコンビネーションランプ）や3.5L・V6エンジンを採用した「プレステージ」を追加（発売は2007年1月25日）。
- 2007年8月30日 - プレステージに2.4Lエンジンの「S」タイプを追加。3.5Lモデルの「SZ」「SG」に装備されるVSA（横滑り防止装置）、スノーモードスイッチ、アクティブノイズコントロール、ドライブバイワイヤ、ツインサイレンサーなどは装備されず、シングルサイレンサーに17インチアルミホイールが装備される。
- 2008年12月22日 - マイナーチェンジ。フロントグリルのデザインを変更すると共に、オートライトコントロール、アレルフリー高機能脱臭フィルターが、全グレードに標準装備された。標準タイプには廉価グレード「LX」を追加すると共に、「プレステージ」で好評の「HDDナビ スペシャルパッケージ」を標準タイプの全グレードに展開した。また、プレステージの「SZ」と「SG HDDナビ スペシャルパッケージ」には、国産ミニバンで初めて電子制御パーキングブレーキが設定される。
- 2009年9月3日 - 一部改良。2.4L・4WD車が「平成22年度燃費基準+15%」の達成に伴い、従来からの2.4L・FF車と同じく「環境対応車普及促進税制」に適合した。
- 2010年
  - 5月17日 - 「HDDナビ スペシャルパッケージ」をベースに装備を充実させた特別仕様車「HDDナビ スマートセレクション」を追加。
  - 11月18日 - マイナーチェンジ。全グレードに3列目中央のヘッドレストを標準装備し、プレステージの「S」「S・HDDナビ スペシャルパッケージ」にはウッドコンビステアリングが標準装備される。グレード体系が整理され、標準タイプは「G AERO」「G AERO・HDDナビ スペシャルパッケージ」の2グレード（V6エンジン搭載車は廃止）、プレステージは「S」「S・HDDナビ スペシャルパッケージ」「SG」の3グレードに集約された。
- 2011年11月21日 - 広州国際モーターショーに参考出品[2]。
- 2012年
  - 6月28日 - 「プレステージ」で一部改良。Hondaインターナビ+リンクアップフリー+プログレッシブコマンダー+ETC車載器、フルセグチューナー、全席3点式ELRシートベルトおよびヘッドレストが標準装備され、さらに、「SG」には本革シート（運転席&助手席シートヒーター付）も標準装備された（本革シートは「S」でもメーカーオプションにより装備可能）。ボディカラーは総入れ替えとなり、全て新色の4色が設定された。なお、ナビゲーションの標準装備化によりグレード体系が一部変更となり、「S・HDDナビ スペシャルパッケージ」が廃止された。またこの一部改良に伴い、標準タイプの「エリシオン」が廃止された。
  - 7月12日 - 東風本田汽車が中国市場でエリシオンを発売開始した（中国名：艾力绅）[3]。外観は「プレステージ」に概ね準ずるが細部が異なる。エンジンは2.4L i-VTECのみとなる。
- 2013年10月31日 - 日本国内での生産、販売が終了したことに伴い、公式ホームページの掲載を終了。後継車は無く、実質的に同日フルモデルチェンジされたオデッセイと統合する格好となる。なお、これにより2015年2月にレジェンドが復活するまでの約1年半、ホンダの日本国内ラインナップからV6エンジン搭載車種が消滅することとなる。販売期間中の新車登録台数の累計は11万6419台[1]。

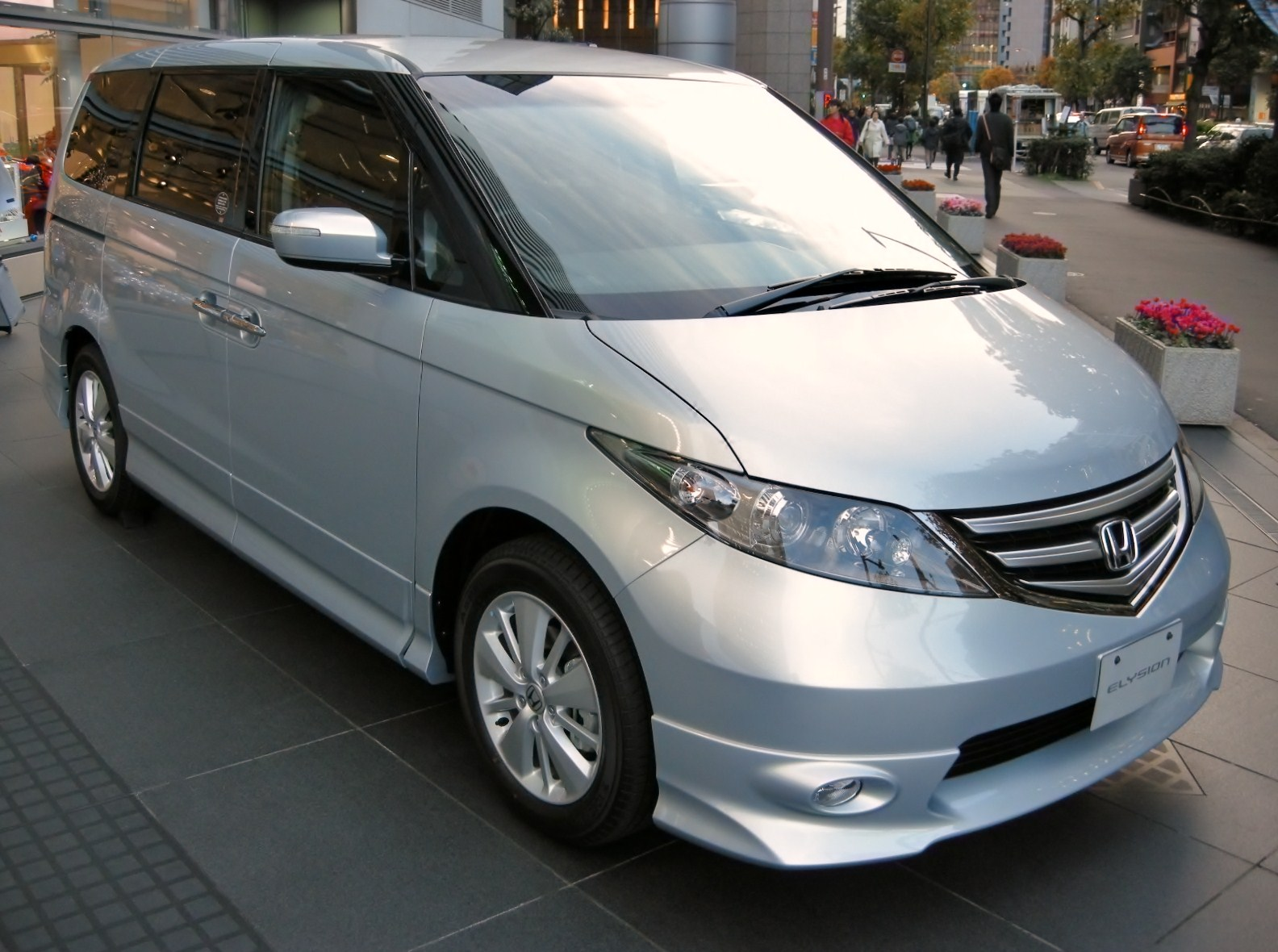
後期型（2006年12月 - 2012年5月）
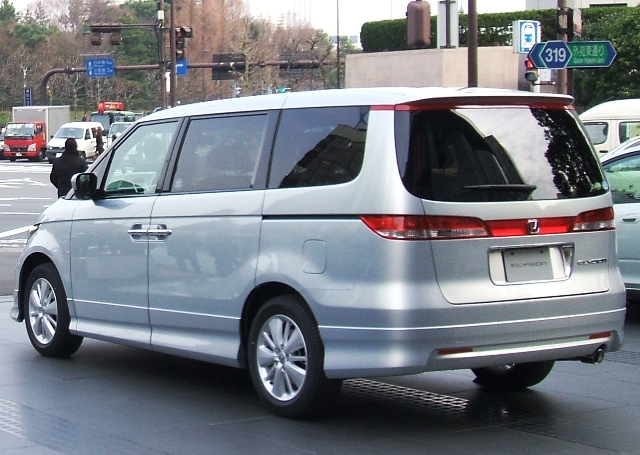
後期型リア
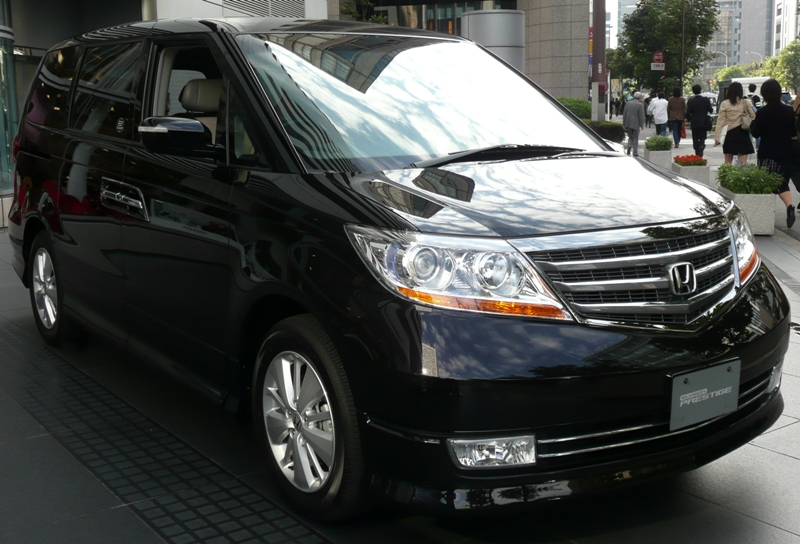
前期型プレステージ（2007年1月 - 2008年12月）
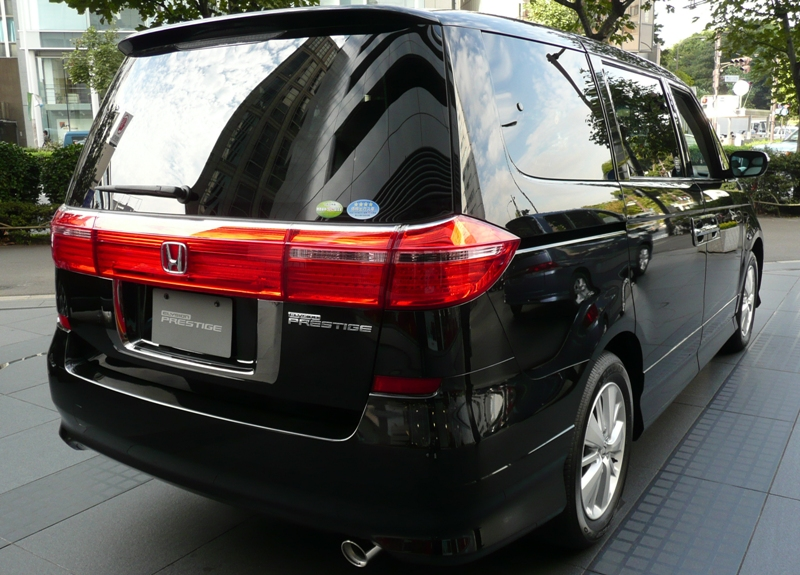
前期型プレステージ リア
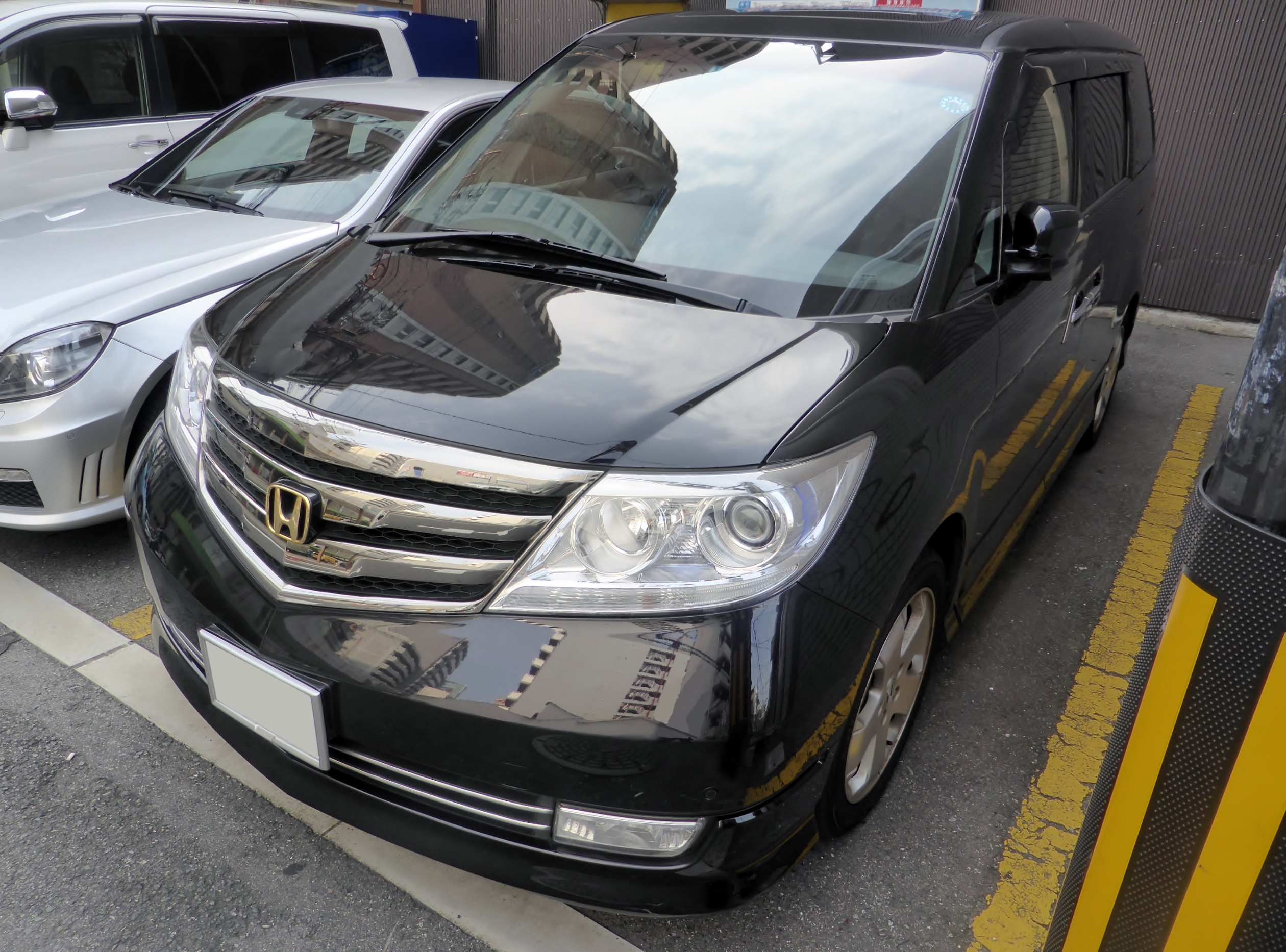
後期型プレステージ（2010年11月 - 2013年10月）
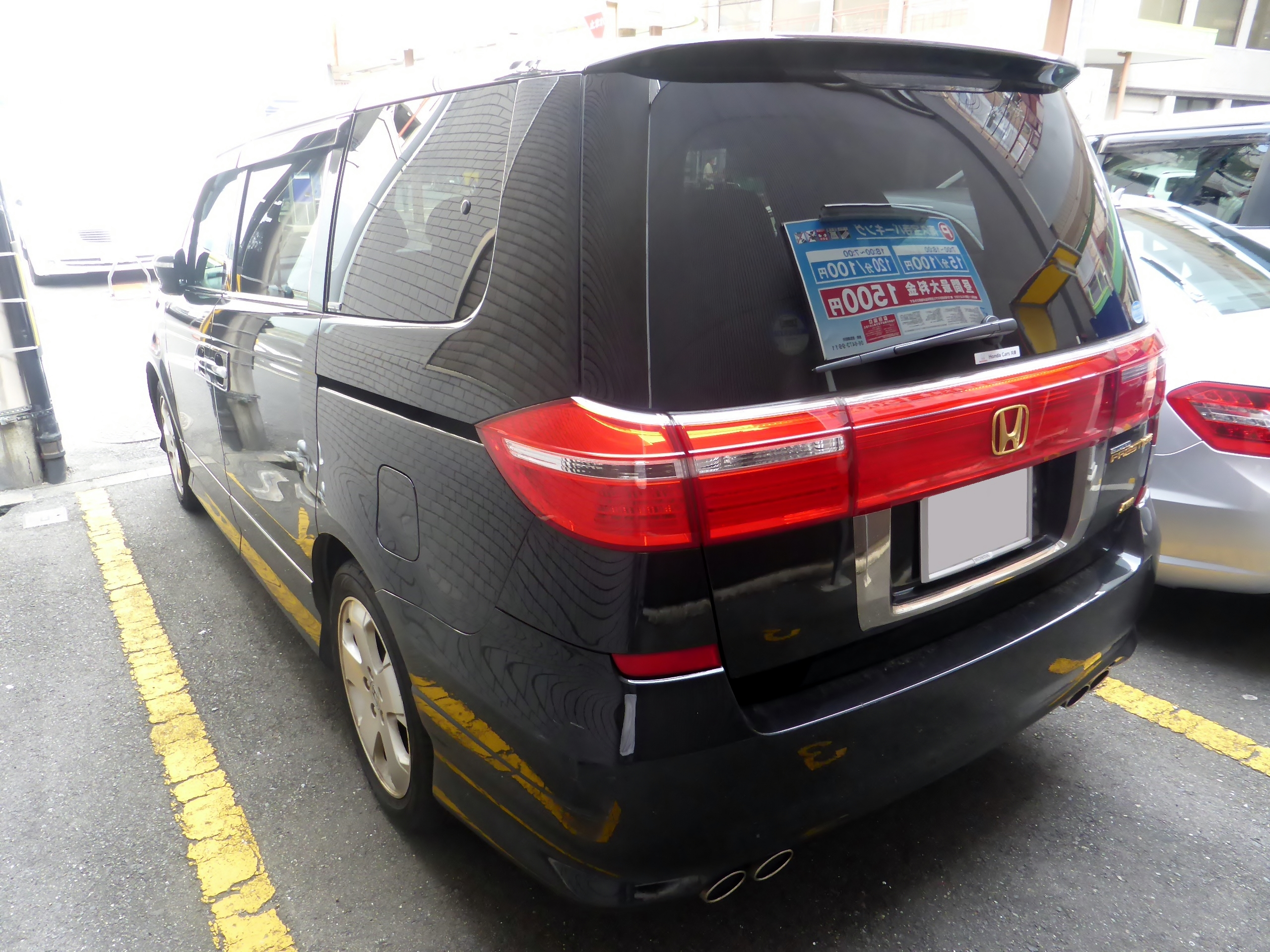
後期型 プレステージ リア
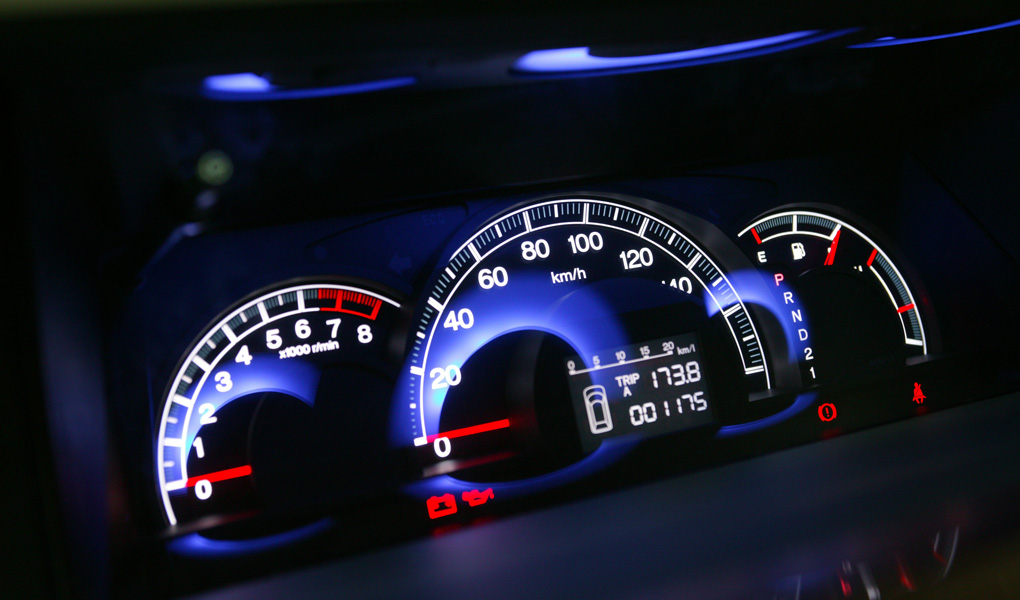
メーター（前期型）
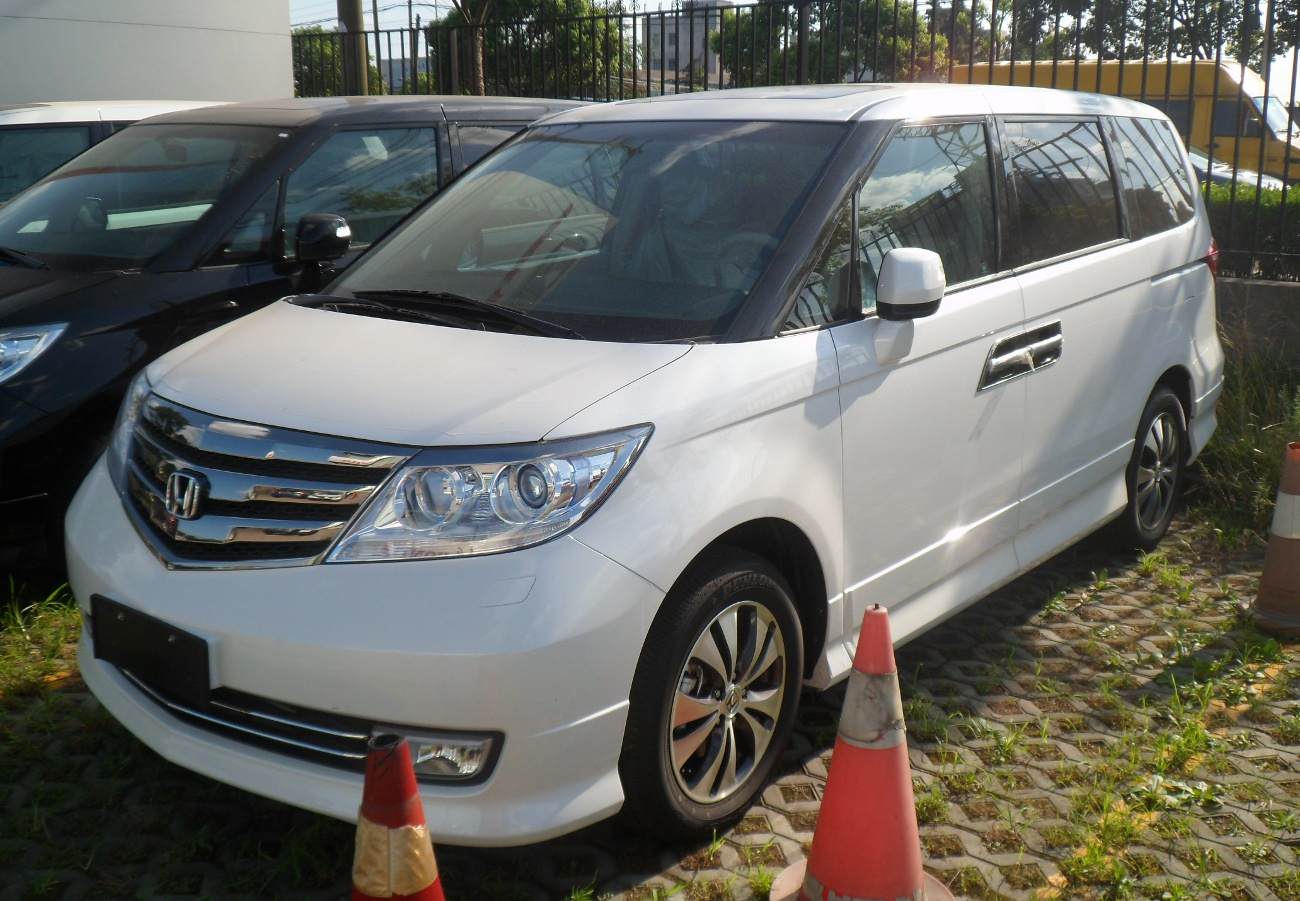
中国仕様車 フロント
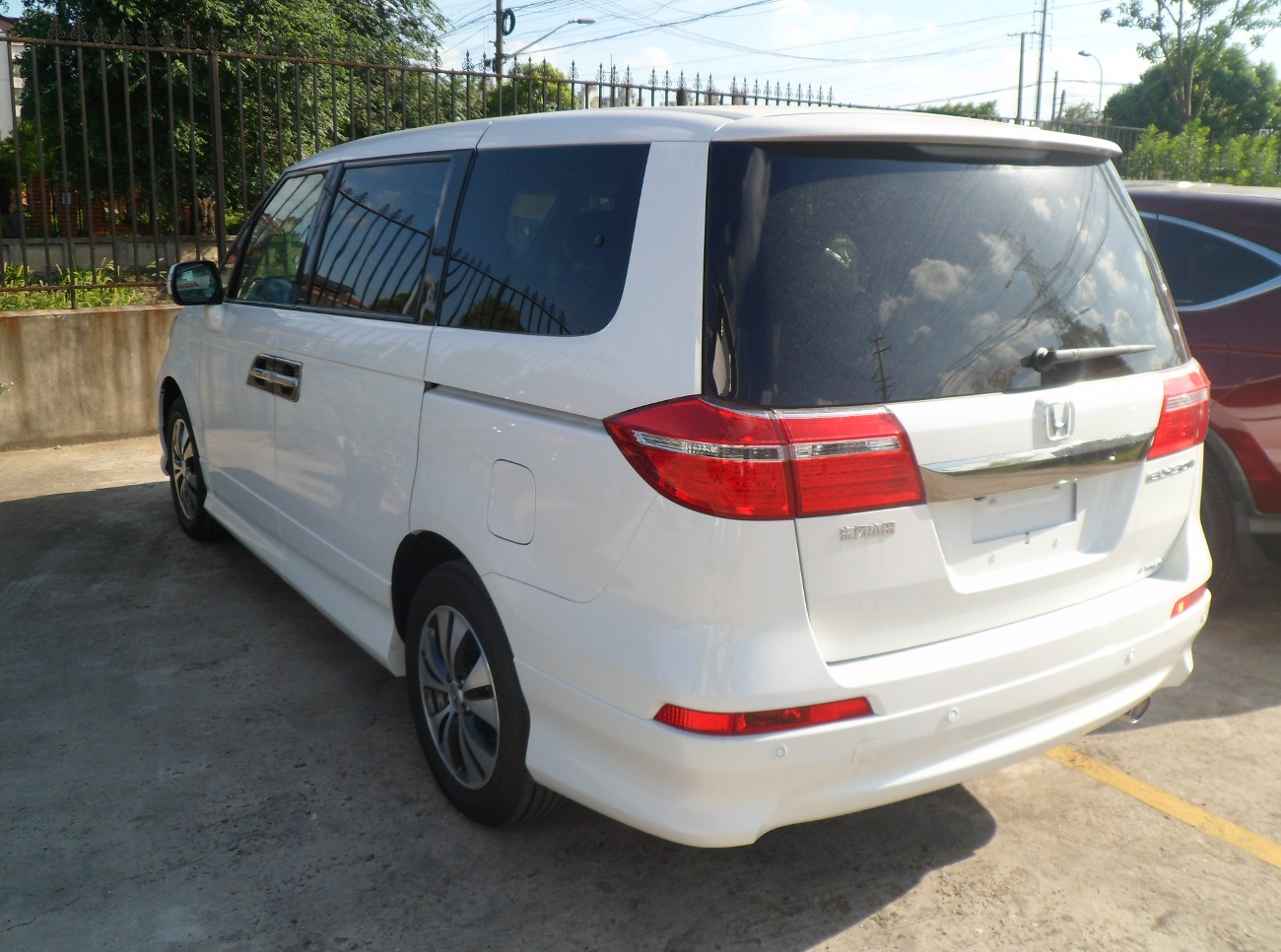
中国仕様車 リア

## 2代目 RC1/2型（2016年 - ）
2015年（平成27年）11月20日の広州国際モーターショーにて発表、2016年（平成28年）1月9日発売開始。5代目オデッセイの姉妹車で、フロントマスクが異なり、レジェンドに似たデザインのライトを採用する。

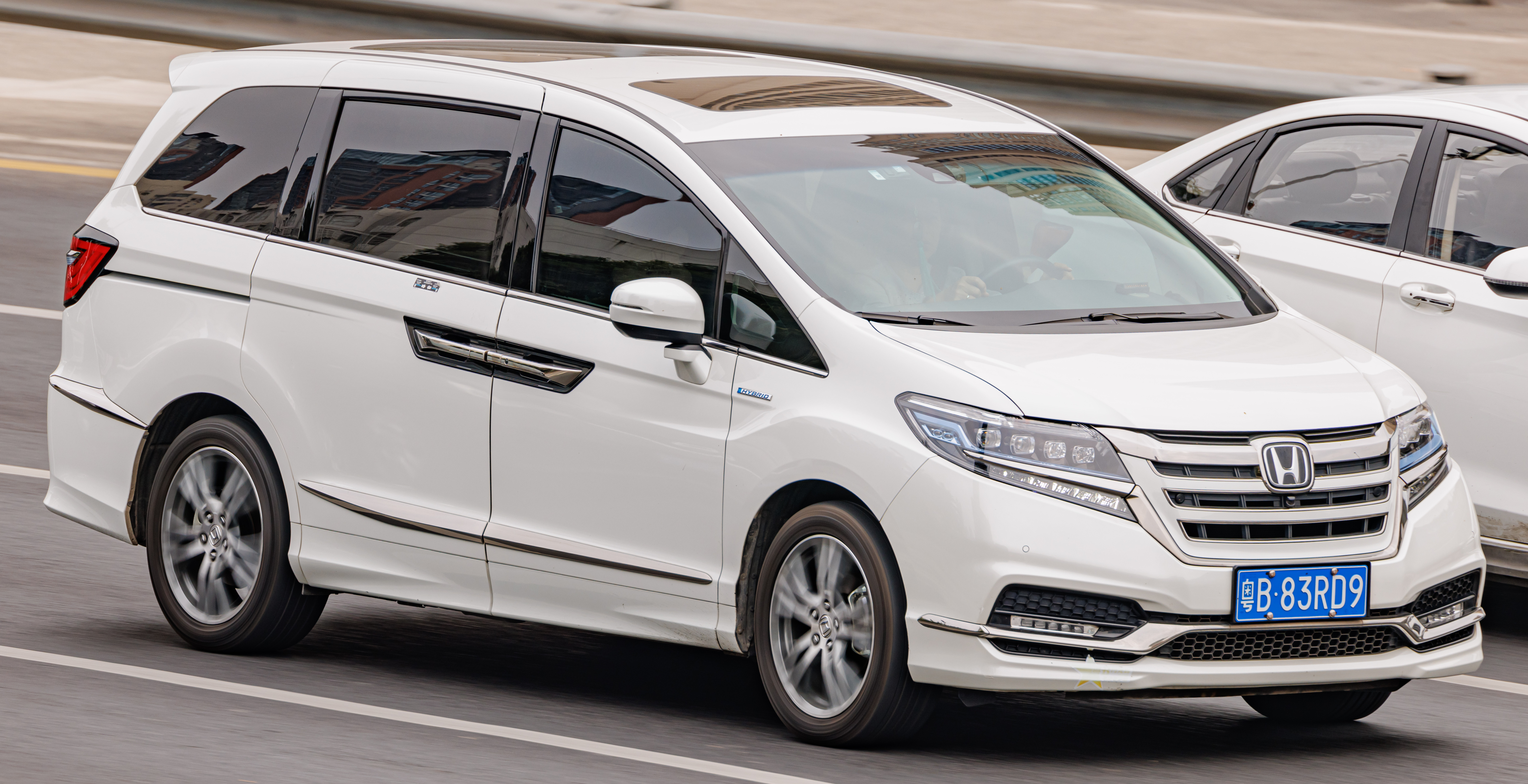
ハイブリッド
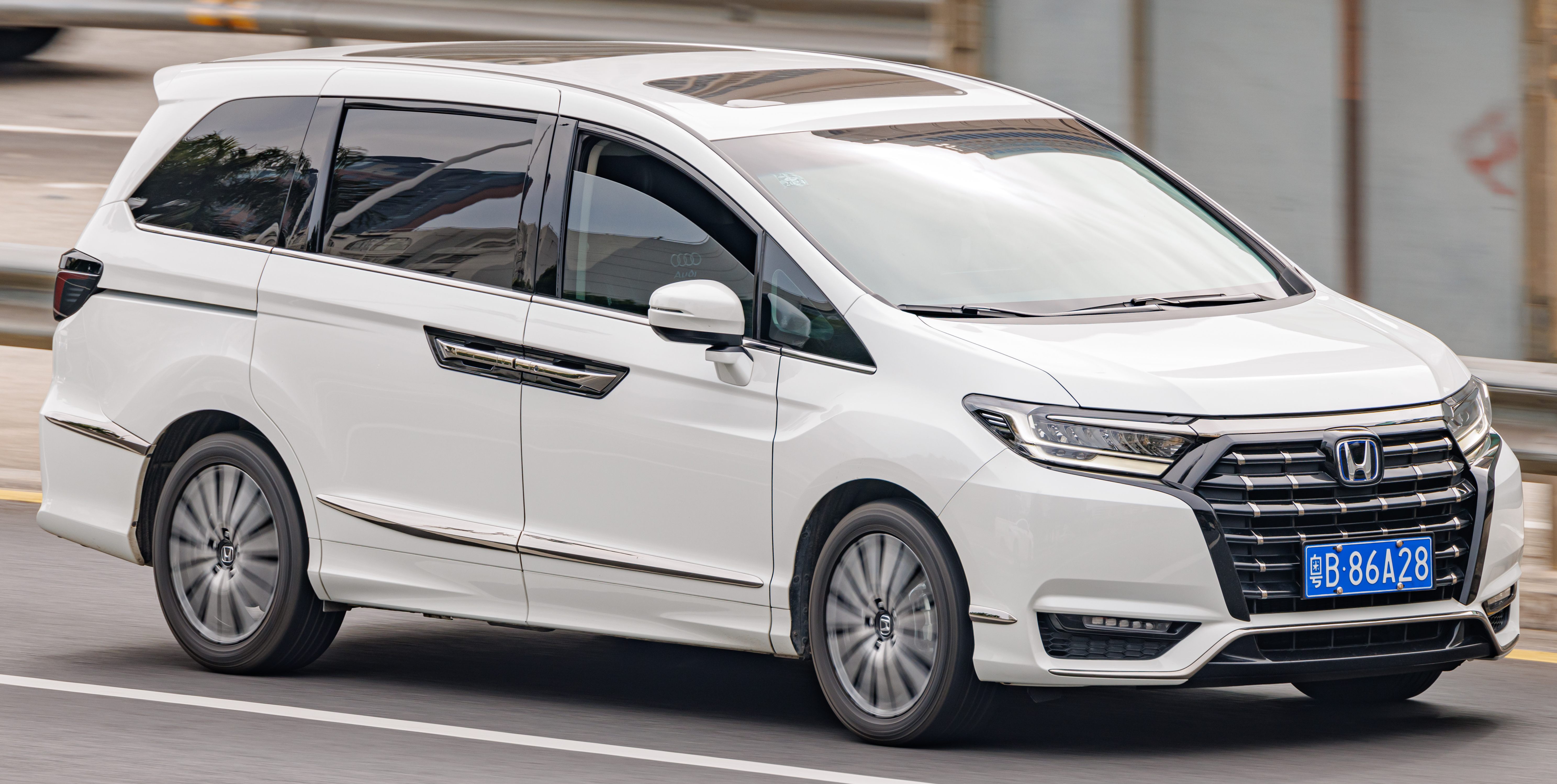
ハイブリッド改良型

## 車名の由来
- ギリシャの叙事詩『オデュッセイア』（兄弟車のオデッセイの語源）に登場するギリシャ神話の楽園の名、「エリュシオン」の英語読みから。
- プレステージというサブネームは、かつて初代および2代目オデッセイ（アブソルート除く）のV6搭載車のサブネームとして使われていた。